# أكزيريس هجين
أكزيريس هجين (الاسم العلمي:Axyris hybrida) هو نوع من النباتات يتبع جنس الأكزيريس من الفصيلة القطيفية.